# تشارلز كونر
تشارلز كونر (بالإنجليزية: Charles Conner)‏ هو رسام أمريكي، ولد في 1857، وتوفي في 1905.